# 大津神社 (飛騨市)
大津神社（おおつじんじゃ）は、岐阜県飛騨市神岡町にある神社。式内社。県社。特別金幣社。

## 祭神
本社
- 大彦命（おおひこのみこと）
- 武渟河別命（たけぬなかわわけのみこと） - 大彦命の子。
- 建南方富命（たけみなかたのみこと） - 諏訪神社から合祀。

摂社
- 神明神社
  - 天照大神
- 水波神社
  - 水波能売大神
- 秋葉神社
  - 火彦霊大神
- 大山祇神社
  - 大山祇大神
- 墨縄神社
  - 彦狭知大神
  - 手置帆負大神
  - 飛騨匠御霊
- 津島神社
  - 建速須佐之男大神
- 鉱山神社
  - 金山彦大神
  - 金山姫大神
- 菅原神社
  - 菅原道真
  - 事代主神社
  - 恵美須大神
- 猿田彦神社
  - 猿田彦大神

末社
- 稲荷神社
  - 宇賀御霊大神
- 木霊神社
  - 久々能智大神

## 歴史
創始年代は不明。文徳実録・日本三代実録に依れば、平安時代初期には祭祀が行なわれていたとされ、また延喜式神名帳に飛騨國内八社の一つとして記されている。
建武年間に高原郷の領主・江馬氏が武神信州諏訪大明神の分霊を勧請、社号も大津神社から諏訪大明神と改めた。飛騨は戦国から江戸時代にかけて江馬氏、三木氏、金森氏（飛騨高山藩）にそれぞれ支配されたが、幕府領となって約100年後の文化元年（1804年）に田中大秀門下の稲田元浩・大森旭亭・吉村友閑斎らの考証により、社号を諏訪大明神から大津神社に復帰。
明治維新後の1871年（明治4年）10月、近代社格制度により筑摩県郷社に列格された。1895年（明治28年）には735戸が焼失する船津大火が起こった。この大火では船津町役場、船津郵便局、銀行、円城寺、大津神社なども焼失し、大津神社は現在地に移された。1916年（大正5年）9月には参道脇に劇場の大正座が開館した。
1930年（昭和5年）12月、内務省からの旨示達で岐阜県県社に昇格した。戦後の1947年（昭和22年）2月、神道指令とともに神社本庁に属して金幣社に列した。1948年（昭和23年）には大正座が船津劇場に改称した。1970年代初頭に船津劇場が閉館すると、1973年（昭和48年）7月には劇場跡地に福祉会館が竣工した。
1990年（平成2年）9月に特別金幣社に列した。文化5年（1808年）から約20年周期で式年大祭が行われている。2014年（平成26年）には11回目の式年大祭が行われ、飛騨地方各地から約130社の神社と計約3500人の氏子が参集した。

## 境内
- 社殿
- 本殿
- 摂宮
- 社務所
- 手水舎
- 一の鳥居 - 1928年（昭和3年）竣工[4]。
- 二の鳥居

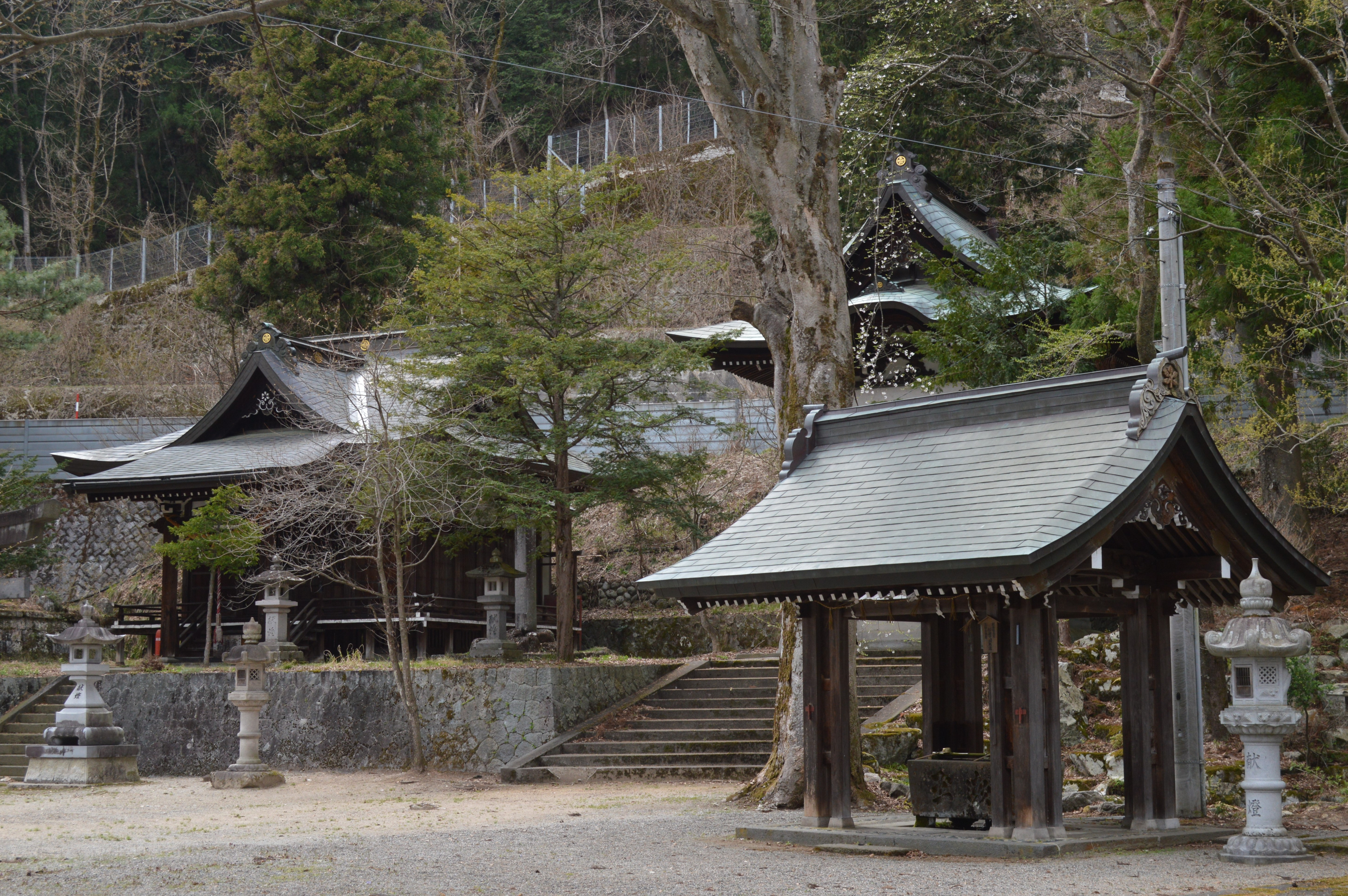
摂末社
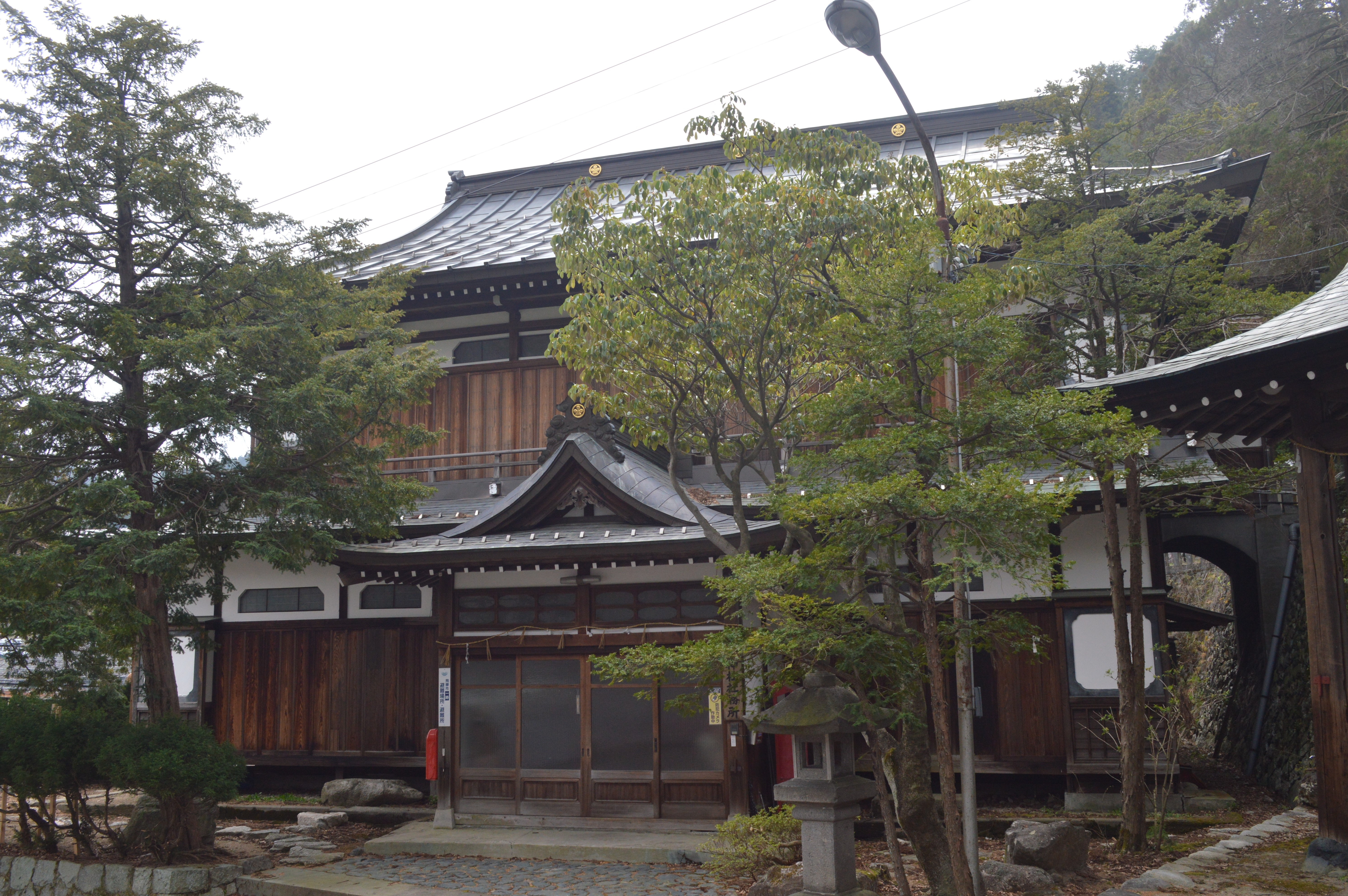
社務所
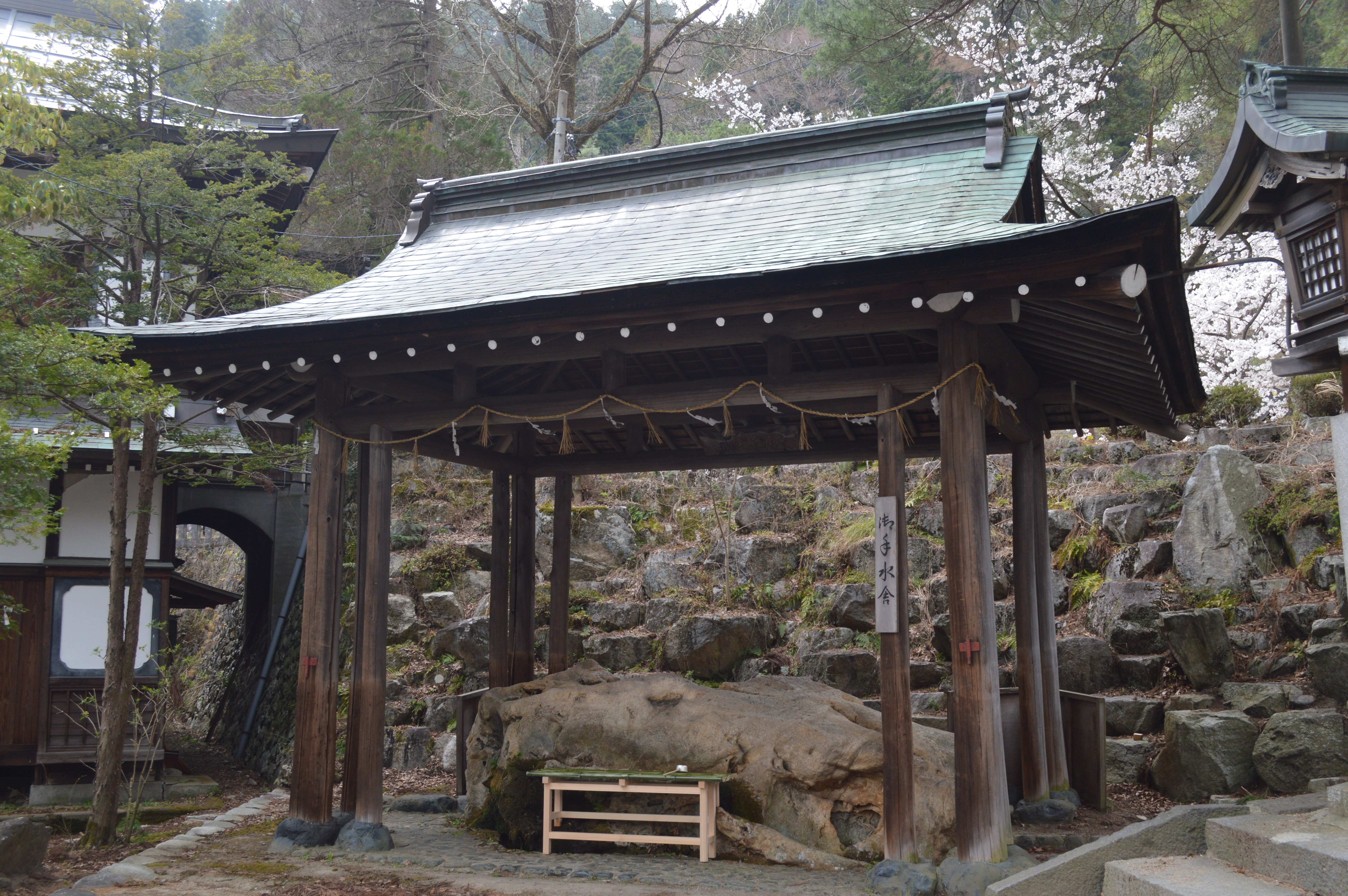
手水舎
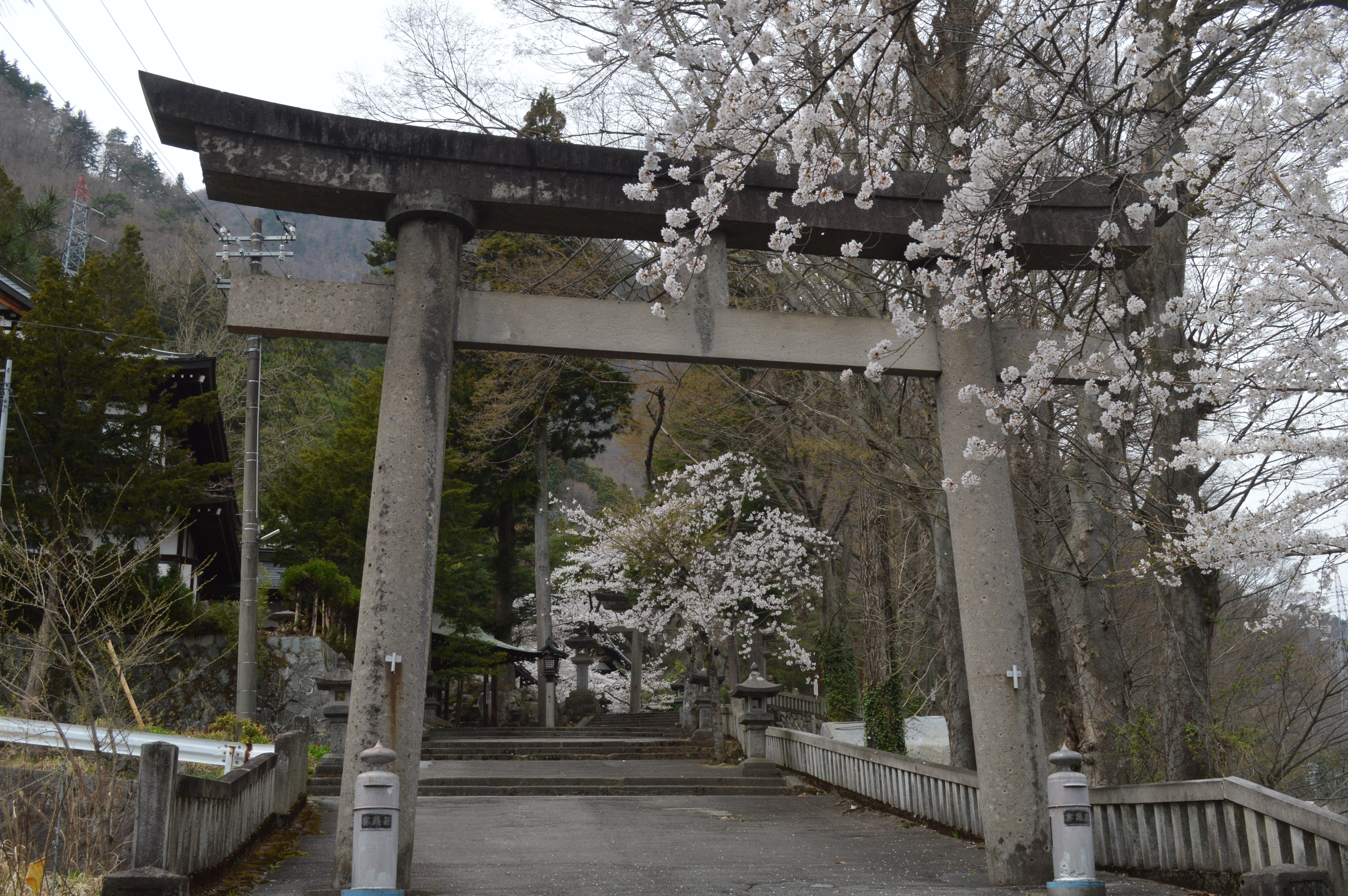
一の鳥居

## 祭事

### 神岡祭
神岡町にある大津神社、朝浦八幡宮、白山神社が同日に行う例祭の総称であり、高山祭、古川祭とともに「飛騨三大祭」に数えられる。

### 船津盆踊り
毎年8月14日から16日に境内で行なわれるもので、1969年（昭和44年）に岐阜県の無形文化財に指定された。